# Музей на Солунския римски форум
Музеят на Солунския римски форум (на гръцки: Αρχαιολογικό Μουσείο Θεσσαλονίκης) е музей в град Солун, Гърция, разположен на античния римски форум на града.

## Сграда
Музеят се помещава в модерната подземна сграда, построена специално за тази цел в западната част на Солунския форум. Сградата е организирана има вестибюл – входна част, главна зала с двата странични коридора и многофункционална зала. Входът на посетителите е от Скритата стоа, а изходът от стълбището, което води към северозападната част на площада на археологическия обект. Изграждането на сградата и организацията на експозицията са дело на Ефорията за праисторически и класически антики, съфинансирано от Европейския съюз и гръцката държава.

## Експозиция
Археологическият обект е представен чрез находките от разкопките, извършвани периодично от 1962 до 1999 година и с помощта на богат илюстративен материал за запознаване на посетителя, както с историята на форумния комплекс, така и индиректно с историята на града от III век пр.н.е. до днес.
В предверието е показана историята и хрониката на проучванията, разкопките и реставрационните и рекламните работи по обекта. В източния коридор е историята на района преди организацията на форумния комплекс (III век пр.н.е. – I век пр.н.е.). В основната зала е основната фаза на форумния комплекса – площад, одеон, източно крило, скрита галерия и южно крило.
- Експонати от музея